# Sonic Youth
Sonic Youth foi uma banda de rock americana formada na cidade de Nova York em 1981. Os membros fundadores Kim Gordon (baixo, vocal, guitarra), Thurston Moore (guitarra, vocal) e Lee Ranaldo (guitarra, vocal) permaneceram juntos por toda a história da banda, enquanto Steve Shelley (bateria) sucedeu uma série de bateristas de curto prazo em 1985, completando a formação principal. Jim O'Rourke (baixo, guitarra, teclado) também foi membro da banda de 1999 a 2005, e Mark Ibold (baixo, guitarra) foi membro de 2006 a 2011.
O Sonic Youth surgiu da cena experimental de arte e música no wave em Nova York antes de evoluir para uma banda de rock mais convencional e se tornar um membro proeminente da cena de noise rock americana. O Sonic Youth foi elogiado por ter "redefinido o que a guitarra de rock poderia fazer"  usando uma grande variedade de afinações de guitarra pouco ortodoxas enquanto preparava guitarras com objetos como baquetas e chaves de fenda para alterar o timbre dos instrumentos. A banda foi uma influência fundamental nos movimentos de rock alternativo e indie.
Depois de ganhar muitos seguidores underground e elogios da crítica por meio de lançamentos pela SST Records no final da década de 1980, a banda obteve sucesso no mainstream ao longo das décadas de 1990 e 2000, após assinar com a grande gravadora DGC em 1990 e ser a atração principal do festival Lollapalooza de 1995. A banda se desfez em 2011 após a separação e subsequente divórcio de Gordon e Moore, com seus últimos shows ao vivo ocorrendo no Brasil.   Os membros afirmaram desde então que a banda acabou e não se reunirá. 

## História

### Formação e história inicial: 1977–1981
Pouco depois que o guitarrista Thurston Moore se mudou para Nova York no início de 1977, ele formou o grupo Room Tone com seus colegas de quarto; mais tarde, eles mudaram o nome para Coachmen.  Após a separação dos Coachmen, Moore começou a tocar com Stanton Miranda, cuja banda, CKM, contava com Kim Gordon.  Moore e Gordon formaram uma banda, aparecendo sob nomes como Male Bonding,  Red Milk,  e Arcadians  antes de se estabelecerem no Sonic Youth  em meados de 1981. O nome veio da combinação do apelido de Fred "Sonic" Smith do MC5 com o artista de reggae Big Youth.  Gordon mais tarde lembrou que "assim que Thurston surgiu com o nome Sonic Youth, um certo som que era mais o que queríamos fazer surgiu".  A banda tocou no Noise Fest em junho de 1981 na galeria White Columns de Nova York,  onde Lee Ranaldo estava tocando como membro do conjunto de guitarra elétrica de Glenn Branca. A performance deles impressionou Moore, que os descreveu como "a banda de guitarra mais feroz que eu já vi na minha vida",  e convidou Ranaldo para se juntar ao Sonic Youth.  O novo trio tocou três músicas no festival no final da semana sem baterista. Cada membro da banda se revezava na bateria, até que conheceram o baterista Richard Edson.  Anne DeMarinis esteve no Sonic Youth por um breve período em 1981 como tecladista quando eles se apresentaram pela primeira vez no Noise Fest no espaço de arte White Columns. Ela contribuiu com os vocais, junto com Gordon e Moore, em três músicas (conhecidas) do Sonic Youth, tocadas uma vez, e apenas ao vivo, em 18 de junho de 1981. As músicas são intituladas "Noisefest #1", "Noisefest #2" e "Noisefest #3". Ela também tocou guitarra no mesmo show na música intitulada "Noisefest #4". DeMarinis deixou a banda antes que seu EP de estreia autointitulado fosse gravado em dezembro de 1981.

### Lançamentos iniciais: 1982–1985
Branca contratou o Sonic Youth como o primeiro ato em sua gravadora Neutral Records. Em dezembro de 1981, o grupo gravou cinco músicas no Radio City Music Hall de Nova York. O material foi lançado como EP Sonic Youth que, embora amplamente ignorado, foi enviado a alguns membros importantes da imprensa musical americana, que lhe deram críticas uniformemente favoráveis.  O álbum apresentou um estilo pós-punk relativamente convencional, em contraste com seus lançamentos posteriores. Edson então deixou o grupo para seguir a carreira de ator  e foi substituído por Bob Bert. 
Durante seus primeiros dias como parte da cena musical de Nova York, o Sonic Youth formou uma amizade com a banda de noise rock de Nova York, Swans .  As bandas dividiram um espaço de ensaio, e o Sonic Youth embarcou em sua primeira turnê em novembro de 1982 apoiando o Swans.  Durante uma segunda turnê com os Swans no mês seguinte, as tensões aumentaram e Moore criticou constantemente a bateria de Bert, que ele sentia que não estava "no bolso".  Bert foi demitido posteriormente  e substituído por Jim Sclavunos,  que tocou bateria no primeiro álbum de estúdio da banda, Confusion Is Sex de 1983, que apresentava um som mais alto e dissonante do que seu EP de estreia. O Sonic Youth organizou uma turnê pela Europa para o verão de 1983. Sclavunos, no entanto, deixou a banda depois de apenas alguns meses. O grupo pediu a Bert para voltar a participar, e ele concordou com a condição de não ser demitido novamente após o término da turnê.  Bert tocou no EP Kill Yr Idols da banda no final de 1983.
O Sonic Youth foi bem recebido na Europa, mas a imprensa de Nova York ignorou amplamente a cena local de noise rock. Eventualmente, quando a imprensa começou a tomar conhecimento do gênero, o Sonic Youth foi agrupado com bandas como Big Black, Butthole Surfers e Pussy Galore sob o rótulo de "pigfucker" pelo editor do Village Voice, Robert Christgau.  Outro crítico do The Village Voice criticou um show abaixo da média em setembro em Nova York. Gordon escreveu uma carta de desprezo ao jornal, criticando-o por não apoiar a cena musical local, à qual Christgau respondeu que o jornal não era obrigado a apoiá-los. Moore retaliou renomeando a música "Kill Yr Idols" para "I Killed Christgau with My Big Fucking Dick", antes que os dois finalmente resolvessem suas diferenças amigavelmente. 
Fechando uma segunda turnê europeia no final de 1983, a desastrosa estreia do Sonic Youth em Londres viu o equipamento da banda apresentar defeito e Moore destruindo-o no palco em frustração.  Quando retornaram a Nova York, eles eram tão populares que conseguiam agendar shows locais regularmente.  No ano seguinte, Moore e Gordon se casaram, e o Sonic Youth gravou Bad Moon Rising, um álbum autointitulado "Americana" que serviu como uma reação ao estado da nação na época.  O álbum, gravado por Martin Bisi, foi construído em torno de peças de transição que Moore e Ranaldo criaram para ocupar o tempo no palco durante os intervalos de afinação;  como resultado, quase não há lacunas entre as músicas nos discos. Bad Moon Rising contou com uma aparição de Lydia Lunch em "Death Valley '69", que foi inspirado nos assassinatos da família Charles Manson. 
Devido a uma desavença com Branca sobre disputas de pagamentos de royalties de seus lançamentos Neutral, o Sonic Youth assinou com a Homestead Records nos EUA e com a Blast First no Reino Unido (que o fundador Paul Smith criou simplesmente para poder distribuir os discos da banda na Europa).  Enquanto a imprensa de Nova York ignorou Bad Moon Rising em seu lançamento em 1985, agora vendo a banda como muito artística e pretensiosa, Sonic Youth ganhou aclamação da crítica no Reino Unido, onde o novo álbum vendeu 5.000 cópias. 
Alegando que estava entediado de tocar Bad Moon Rising ao vivo na íntegra por mais de um ano, Bert saiu do grupo e foi substituído por Steve Shelley, ex-integrante do grupo punk Crucifucks. O Sonic Youth ficou tão impressionado com a bateria de Shelley depois de vê-lo tocar ao vivo que o contratou sem fazer um teste.  Bert e Shelley apareceram no videoclipe de "Death Valley '69", já que Bert tocou bateria na música, mas Shelley era o baterista do grupo quando o vídeo foi filmado.

### SST e Enigma: 1986–1989

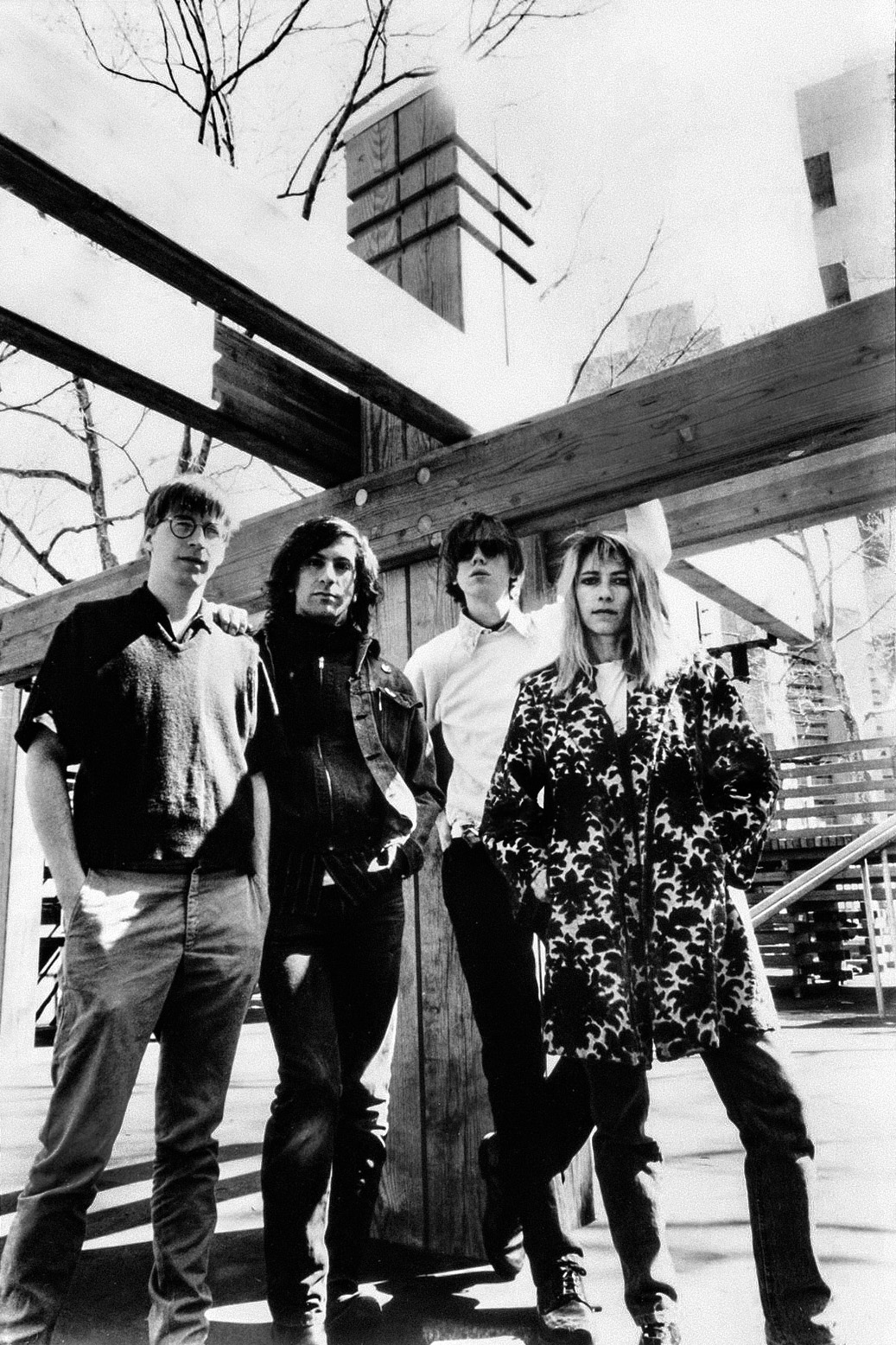
Sonic Youth em uma foto publicitária emitida pela SST para promover seu quarto álbum, Sister (1987). Da esquerda para a direita: Shelley, Ranaldo, Moore, Gordon.

O Sonic Youth sempre apreciou a SST Records; Ranaldo disse: "Foi a primeira gravadora em que estivemos e pela qual realmente daríamos tudo para estar".  O Sonic Youth assinou com a gravadora no início de 1986 e começou a gravar EVOL com Martin Bisi. A banda ganhou atenção nacional ao assinar com a SST, tornando-se a primeira banda do underground de Nova York a ganhar tal reconhecimento.  Posteriormente, a grande imprensa musical começou a prestar atenção na banda. Robert Palmer do The New York Times declarou que o Sonic Youth estava "fazendo a música mais surpreendentemente original baseada em guitarra desde Jimi Hendrix" e até mesmo a People analisou o EVOL, descrevendo o álbum como o "equivalente auditivo de um depósito de lixo tóxico".  O álbum foi mais tarde chamado de "um clássico" por Neil Young. 
Na mesma época, a banda colaborou com Mike Watt sob o pseudônimo Ciccone Youth, que era um trocadilho com os nomes Sonic Youth e Ciccone, o sobrenome da cantora pop Madonna.  O Sonic Youth lançou um single em 1986 e um álbum de estúdio em 1988 sob o nome Ciccone Youth.  O single de 1986, "Into the Groove(y)", foi um cover de "Into the Groove" de Madonna e foi precedido por "Tuff Titty Rap". O outro lado do disco era o cover de Watt de "Burning Up", de Madonna, que tinha o título alterado para "Burnin' Up". O The Whitey Album incluiu as duas músicas do single do Sonic Youth, além de uma versão demo de "Burnin' Up". O álbum também continha um cover de " Addicted to Love" de Robert Palmer, que foi gravado em uma cabine de karaokê. 
O álbum Sister, de 1987, do Sonic Youth, foi um álbum conceitual vago, parcialmente inspirado na vida e na obra do escritor de ficção científica Philip K. Dick. A "irmã" do título era a irmã gêmea fraterna de Dick, que morreu logo após seu nascimento e cuja memória assombrou Dick por toda a vida.  Sister vendeu 60.000 cópias e recebeu críticas muito positivas, tornando-se o primeiro álbum do Sonic Youth a entrar no Top 20 da pesquisa de críticos Pazz & Jop do Village Voice. 
Apesar do sucesso de crítica, a banda ficou insatisfeita com a SST devido a preocupações com pagamentos e outras práticas administrativas.  O Sonic Youth decidiu lançar seu próximo disco pela Enigma Records, que foi distribuída pela Capitol Records e parcialmente de propriedade da EMI. O LP duplo Daydream Nation de 1988 foi um sucesso de crítica que rendeu ao Sonic Youth grande reconhecimento. O álbum ficou em segundo lugar na pesquisa Pazz & Jop do Village Voice e liderou as listas de álbuns de fim de ano da NME, CMJ e Melody Maker. Em 2005, foi uma das 50 gravações escolhidas pela Biblioteca do Congresso para serem adicionadas ao Registro Nacional de Gravações.  O primeiro single do álbum, "Teen Age Riot", foi a primeira música a receber uma execução significativa nas estações de rock moderno e universitário, alcançando a posição 20 na parada Billboard Modern Rock Tracks.  Vários periódicos musicais importantes, incluindo a Rolling Stone, saudaram o Daydream Nation como um dos melhores álbuns da década e nomearam o Sonic Youth como a "Hot Band" em sua edição "Hot".  Infelizmente, surgiram problemas de distribuição e Daydream Nation era difícil de encontrar nas lojas. Moore considerou a Enigma uma "banda mafiosa e barata" e a banda começou a procurar um contrato com uma grande gravadora. 

### Carreira em grandes gravadoras e ícones alternativos: 1990–1999
Em 1990, o Sonic Youth lançou Goo, seu primeiro álbum pela Geffen. O álbum contou com o single "Kool Thing", no qual Chuck D, do Public Enemy, fez uma participação especial. O disco foi considerado muito mais acessível do que seus trabalhos anteriores  e se tornou o disco mais vendido da banda até então.
Em 1992, a banda lançou Dirty pelo selo DGC. Sua influência como formadores de opinião continuou com a descoberta do aclamado diretor de vídeos de skate Spike Jonze, que eles recrutaram para o vídeo de "100%", que também contou com a participação do skatista que virou ator Jason Lee. Essa música e "JC" discutem o assassinato de Joe Cole, um amigo que trabalhou no Black Flag como roadie.  O álbum apresenta arte do artista de Los Angeles Mike Kelley.  Dirty conta com a participação especial de Ian MacKaye na faixa "Youth Against Fascism". Em 1993, a banda contribuiu com a faixa "Burning Spear" para o álbum beneficente contra a AIDS No Alternative, produzido pela Red Hot Organization. 
Em 1994, a banda lançou Experimental Jet Set, Trash e No Star, seu lançamento de melhor desempenho nas paradas dos Estados Unidos até o momento, na posição 34 da Billboard 200.  A filha de Moore e Gordon, Coco Hayley Moore, nasceu mais tarde naquele ano, e muitas das músicas do álbum nunca foram tocadas ao vivo porque nunca houve uma turnê completa para divulgar o álbum devido à gravidez de Gordon.  Em 1994, a banda lançou um cover do hit de 1971 dos Carpenters, "Superstar", para o álbum tributo If I Were a Carpenter.  A banda foi a atração principal do festival Lollapalooza de 1995 com Hole and Pavement.  Naquela época, o rock alternativo já havia ganhado considerável atenção do público, e o festival foi parodiado no episódio "Homerpalooza" dos Simpsons em 1996, que contou com dublagens da banda. Eles também apresentaram o tema dos créditos finais daquele episódio. 
O álbum Washing Machine foi lançado em 1995 e representou uma mudança no som do Sonic Youth, afastando-se de suas raízes punk rock e em direção a arranjos experimentais e baseados em jams mais longos.  A partir de 1997, eles lançaram uma série de álbuns improvisados agrupados sob o título SYR com títulos de músicas e notas de encarte em vários idiomas.  SYR3: Invito al ĉielo, lançado em 1998, contou com a participação de Jim O'Rourke, que mais tarde se tornou um membro oficial da banda.  Várias músicas da série SYR foram adicionadas às apresentações ao vivo do Sonic Youth, e outras inspiraram faixas do próximo álbum do Sonic Youth, A Thousand Leaves, lançado em 1998. 

### Período posterior na DGC: 2000–2006

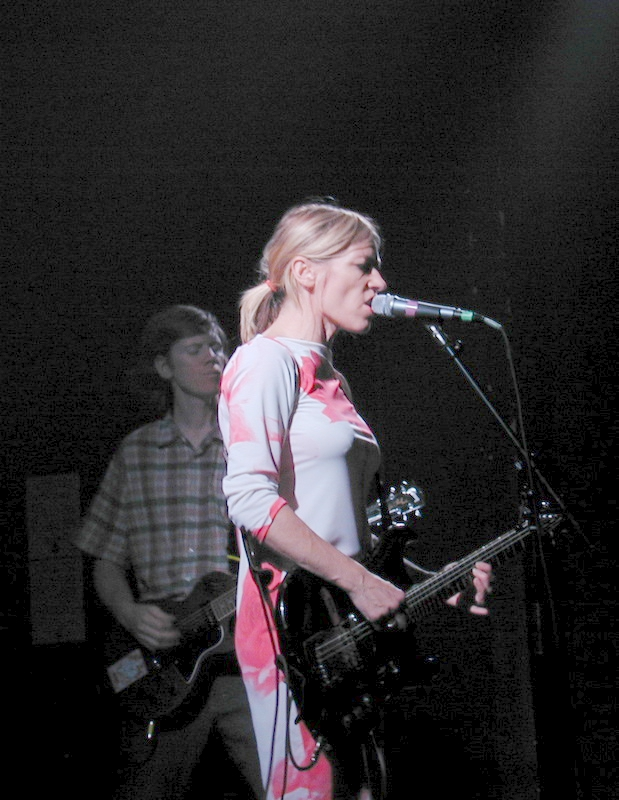
Sonic Youth se apresentando em Copenhague em 2000

Em 4 de julho de 1999, os instrumentos e equipamentos de palco do Sonic Youth foram roubados durante uma turnê em Orange County, Califórnia. Quase 30 guitarras e baixos foram roubados; alguns foram recuperados nos 13 anos seguintes.   Forçados a começar do zero com novos instrumentos, eles lançaram o álbum NYC Ghosts & Flowers em 2000 e abriram para o Pearl Jam durante a parte da costa leste da turnê da banda em 2000. 
Em 2001, o Sonic Youth colaborou com a cantora e poetisa de vanguarda francesa Brigitte Fontaine em seu álbum Kékéland.  No ano seguinte, o Sonic Youth participou da primeira apresentação do festival de música All Tomorrow's Parties e foi o curador do álbum de compilação subsequente.  O álbum Murray Street foi lançado em 2002 e contou com a adição de Jim O'Rourke como membro em tempo integral na guitarra, baixo e teclado.  Durante esse período a banda participou da produção do documentário Kill Your Idols, dirigido e produzido por Scott Crary e que aborda a história do punk rock na cidade de Nova York. O filme foi lançado em 2004. 
Em 2003, o Sonic Youth lançou um single de 7 polegadas com Erase Errata.  O próximo álbum do Sonic Youth, Sonic Nurse, também foi lançado em 2004.  A banda estava programada para se apresentar na turnê Lollapalooza de 2004 junto com artistas como Pixies e Flaming Lips, mas a turnê foi cancelada devido à fraca venda de ingressos.  O'Rourke saiu em 2006 e foi substituído pelo baixista Mark Ibold para fins de turnê,  mas Ibold mais tarde se tornou um membro em tempo integral. Ele já havia feito parte do Pavement e trabalhou com Gordon no Free Kitten.

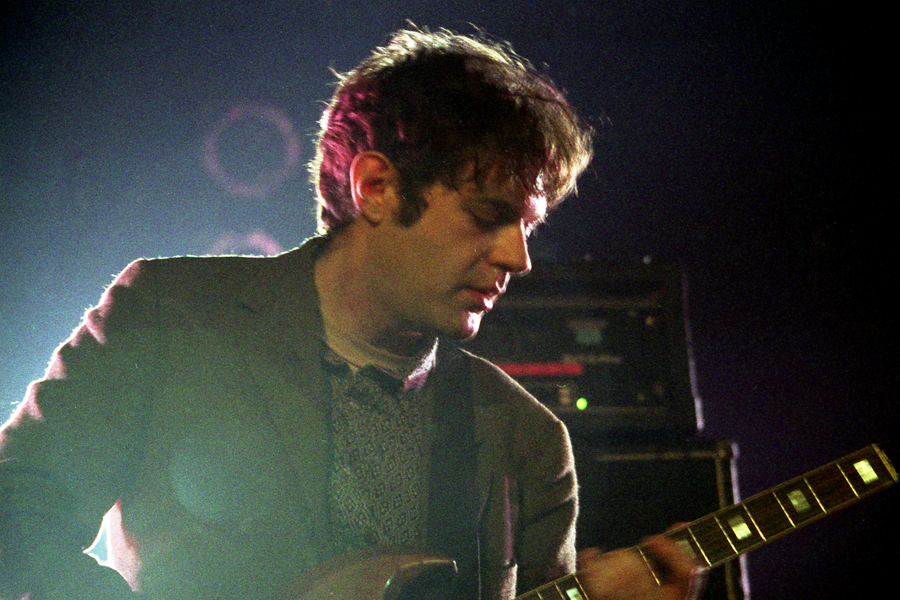
Guitarrista adicional Jim O'Rourke com a banda em show em 2004

Rather Ripped foi lançado em 2006 e foi notado como um retorno ao som anterior da banda, devido à saída de O'Rourke e à recuperação de alguns dos instrumentos que haviam sido roubados em 1999.  Em 9 de maio de 2006, Kim e Thurston fizeram uma aparição especial no programa de drama adolescente da WB "Gilmore Girls" (6ª temporada, episódio 22), apresentando uma versão acústica de sua nova música, "What a Waste", ao lado de sua filha Coco. O Sonic Youth tocou no Festival Bonnaroo mais tarde naquele ano.  Em dezembro de 2006 eles lançaram The Destroyed Room: B-Sides and Rarities. A coletânea incluiu faixas anteriormente disponíveis apenas em vinil, faixas de compilações de lançamento limitado, lados B de singles internacionais e algum material que nunca havia sido lançado antes. Este foi o último lançamento da banda pela Geffen. 

### Período Matador: 2007–2011
Em 2007, a banda se tornou uma das primeiras bandas de rock de grande nome a tocar na China, quando foi trazida para uma turnê pela gravadora Split Works.  Em 2008, eles lançaram um álbum de compilação pela Starbucks Music, chamado Hits Are for Squares, com as faixas selecionadas por outras celebridades.  Mais tarde, em 2008, o Sonic Youth encerrou seu relacionamento com a Geffen, devido à insatisfação com a forma como a gravadora havia promovido seus últimos álbuns.  Eles então assinaram com a gravadora independente Matador Records,  que lançou o álbum The Eternal em 2009.  Durante este período, eles colaboraram com John Paul Jones na trilha sonora de uma apresentação na Merce Cunningham Dance Company para homenagear o fundador da companhia.  Em 2010, a banda marcou e compôs a trilha sonora do thriller-drama francês Simon Werner a Disparu, que estreou no Festival Internacional de Cinema de Cannes.  A trilha sonora foi lançada em 2011 como SYR9: Simon Werner a Disparu, uma entrada na série experimental SYR.

### Dissolução: 2011–2013

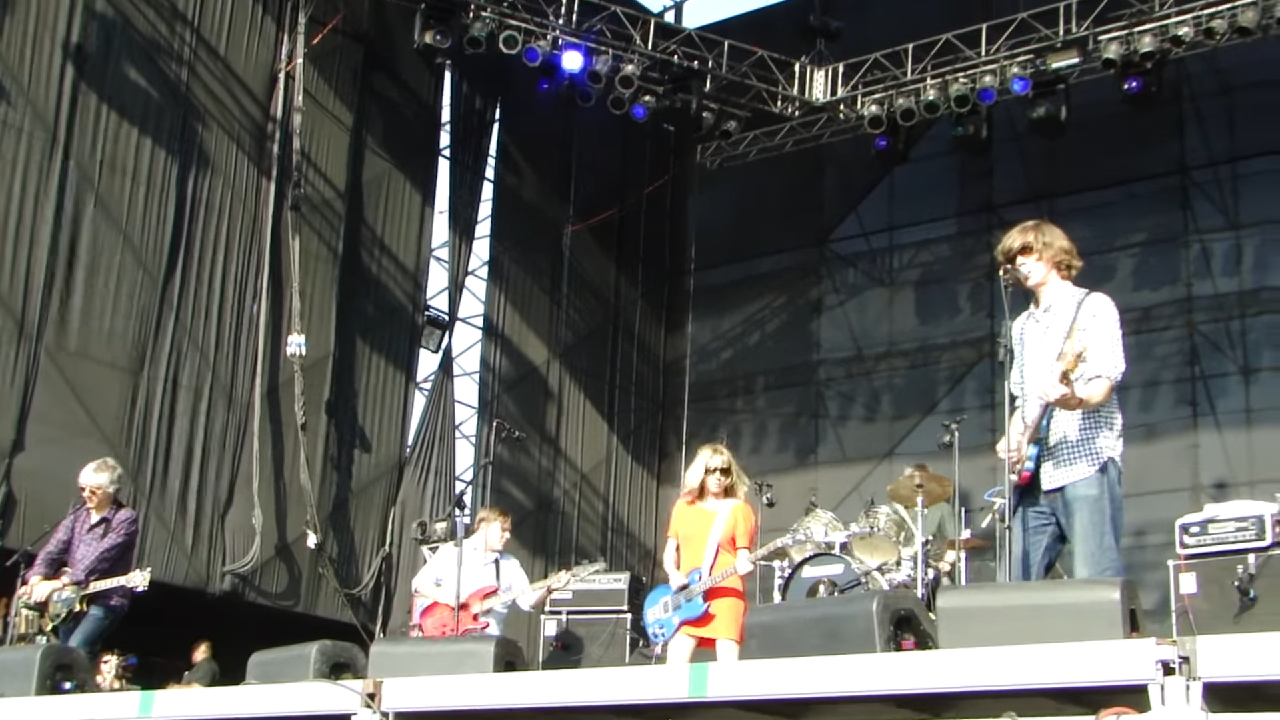
Sonic Youth se apresentando em Santiago, Chile em novembro de 2011

Em 14 de outubro de 2011, Kim Gordon e Thurston Moore anunciaram que haviam se separado após 27 anos de casamento.  A gravadora Matador do Sonic Youth explicou que os planos para a banda permaneciam "incertos", apesar de terem sugerido anteriormente que gravariam novo material no final do ano.  O Sonic Youth realizou seu último show em 14 de novembro de 2011, no SWU Music & Arts Festival em Itu, São Paulo, Brasil.   Na semana seguinte, Lee Ranaldo declarou em uma entrevista que o Sonic Youth estaria "terminando por um tempo". 

### Atividades pós-dissolução: 2013–presente
Em novembro de 2013, Ranaldo disse em resposta à pergunta sobre uma possível reunião: "Temo que não. Todos estão ocupados com seus próprios projetos, além disso, Thurston e Kim não estão se dando muito bem desde a separação... Deixe [a banda] descansar em paz."  Thurston Moore atualizou e esclareceu o assunto em maio de 2014: "O Sonic Youth está em um hiato. A banda é uma espécie de democracia e, enquanto Kim e eu estivermos resolvendo nossa situação, a banda não pode realmente funcionar razoavelmente."  Em sua autobiografia de 2015, Girl in a Band, Gordon se refere várias vezes à banda ter se "separado" para sempre.
Em 2020, durante a pandemia de COVID-19, o Sonic Youth vendeu máscaras faciais oficiais baseadas na arte do álbum Sonic Nurse, com os lucros indo para instituições de caridade Brooklyn Community Bail Fund, Bed Stuy Strong e o COVID-19 Relief Fund de Alexandria Ocasio-Cortez.  No mesmo ano, um extenso arquivo de gravações ao vivo de toda a história da banda foi lançado no Bandcamp. 
Em janeiro de 2022, um novo single "In & Out" foi lançado antes do lançamento em março do EP de raridades In/out/In.  O EP de cinco faixas trazia faixas inéditas gravadas entre 2000 e 2010.
Em outubro de 2023, Sonic Life: A Memoir, um livro de memórias escrito por Thurston Moore, foi publicado pela Doubleday. 

## Estilo musical e influências
O Sonic Youth é considerado uma banda pioneira nos gêneros noise rock e rock alternativo.  Sua música também foi rotulada como rock experimental, indie rock e pós-punk. 

### Afinações alternativas
O som do Sonic Youth dependia muito do uso de afinações alternativa. A scordatura em instrumentos de cordas é usada há séculos e afinações alternativas de guitarra são usadas há décadas no blues e, em grau limitado, no rock (como na guitarra Ostrich de Lou Reed em The Velvet Underground & Nico). Michael Azerrad escreve que no início de sua carreira:
[Sonic Youth] só podia comprar guitarras baratas, e guitarras baratas soavam como guitarras baratas. Mas com afinações estranhas ou algo preso sob um traste específico, esses instrumentos humildes podem soar bastante incríveis - bata uma baqueta em uma cópia barata da Stratocaster japonesa na afinação correta, aumente o amplificador até o limite e soará como sinos de igreja. 
As afinações foram meticulosamente desenvolvidas por Moore e Ranaldo durante os ensaios da banda; Moore relatou uma vez que as afinações estranhas eram uma tentativa de introduzir novos sons: "Quando você está tocando na afinação padrão o tempo todo [...] as coisas soam bem padrão."  Em vez de reajustar para cada música, o Sonic Youth geralmente usava uma guitarra específica para uma ou duas músicas e levava dezenas de instrumentos em turnê. Isso seria uma fonte de muitos problemas para a banda, já que as apresentações ao vivo de muitas músicas dependiam de guitarras específicas que foram preparadas exclusivamente ou alteradas de alguma outra forma para essas músicas exatas. 

### Influências
O Sonic Youth foi fortemente influenciado pelo The Velvet Underground,  The Stooges, MC5,  Glenn Branca, Rhys Chatham, Ornette Coleman, John Coltrane, La Monte Young,  Neil Young, Yoko Ono, a vanguardista francesa Brigitte Fontaine,  Patti Smith, Wire,  e Public Image Ltd. 
A banda também foi influenciada pelo hardcore punk dos anos 1980; depois de ver o Minor Threat se apresentar em maio de 1982, Moore os declarou "a melhor banda ao vivo que já vi".  Ele também viu o The Faith se apresentar em 1981 e tinha uma grande admiração por seus discos.  Embora reconhecessem que sua própria música era muito diferente do hardcore, Moore e Gordon, especialmente, ficaram impressionados com a velocidade e intensidade do hardcore, e com a rede nacional de músicos e fãs. "Foi ótimo", disse Moore, "a coisa toda com slam dancing e stage diving, isso foi muito mais emocionante do que pogoing e spitting. [...] Eu achava que o hardcore era muito musical e muito radical." 
Moore e Ranaldo expressaram em inúmeras ocasiões sua admiração pela música de Joni Mitchell, como esta citação de Thurston Moore: "Joni Mitchell! Usei elementos de sua composição e execução de guitarra, e ninguém jamais saberia sobre isso."  Além disso, assim como no Sonic Youth, Joni Mitchell sempre usou uma série de afinações alternativas.  A banda deu o nome dela a uma música: "Hey Joni". Os membros da banda também mantiveram relacionamentos com outros artistas de vanguarda de outros gêneros e até mesmo de outras mídias, obtendo influência do trabalho de John Cage e Henry Cowell. 

## Legado
A influência do Sonic Youth está espalhada por todo o espectro da música alternativa e underground. Stephen Malkmus, vocalista da banda de indie rock Pavement, inspirou-se no Sonic Youth para sua técnica de guitarra,  e creditou à banda por lhe dar "a ideia e a coragem" para explorar afinações alternativas.  Sleater-Kinney também citou o Sonic Youth como uma influência, particularmente em seu som de guitarra desafinado.  
Outras bandas e artistas que citaram o Sonic Youth como influência incluem Mauro Pezzente, do Godspeed You! Black Emperor,  Shane Embury do Napalm Death,  Slowdive,  Dinosaur Jr.,  Teenage Fanclub,   Mogwai,  O vocalista do Placebo, Brian Molko,  O vocalista do Quicksand e Rival Schools, Walter Schreifels,  Ride,  Jawbreaker,  ...And You Will Know Us by the Trail of Dead,  Polvo,  Something for Kate,  Superchunk,  METZ,  Jawbox,  Pg. 99,  e Treepeople . 

## Integrantes

### Última formação
- Kim Gordon – vocal, baixo, guitarra (1981–2011)
- Thurston Moore – vocal, guitarra (1981–2011)
- Lee Ranaldo – guitarra, vocal (1981–2011)
- Steve Shelley – bateria (1985–2011)
- Mark Ibold – baixo, guitarra (2006–2011)

### Ex-integrantes
- Richard Edson – bateria (1981–1982)
- Bob Bert – bateria (1982, 1983–1985)
- Jim Sclavunos – bateria (1982–1983)
- Jim O'Rourke – baixo, guitarra, sintetizador (1999–2005)

## Discografia

### Álbuns de estúdio
- Confusion Is Sex (1983)
- Bad Moon Rising (1985)
- EVOL (1986)
- Sister (1987)
- Daydream Nation (1988)
- The Whitey Album (1989, como Ciccone Youth)
- Goo (1990)
- Dirty (1992)
- Experimental Jet Set, Trash and No Star (1994)
- Washing Machine (1995)
- A Thousand Leaves (1998)
- NYC Ghosts & Flowers (2000)
- Murray Street (2002)
- Sonic Nurse (2004)
- Rather Ripped (2006)
- The Eternal (2009)